# Tilbage til livet
|  | Denne artikel er oprettet af botten PalnaBot ud fra en ekstern database. Den kan derfor have sproglige fejl eller mangler. Denne skabelon kan fjernes efter kontrol af indholdet. |

Tilbage til livet er en dokumentarfilm instrueret af Bente Milton, Niels Feldballe efter manuskript af Bente Milton.

## Handling
Ulykken rammer pludseligt, og alt ændres... Hvert år rammes 2000 danskere af alvorlige hjerneskader. Den mest udsatte gruppe er børn og unge, der kommer til skade i trafikken. Lægerne er blevet dygtige til at redde patienter gennem den første akutte fase og stadig flere overlever, men herefter sker der ikke så meget. Udenlandske undersøgelser, bl.a. fra Tyskland, viser dog, at man kan bringe en stor del af de skadede tilbage til et rimeligt funktionsniveau. »Tilbage til livet« følger fire danske familiers kamp for at bringe deres hjerneskadede pårørende tilbage til en menneskelig tilværelse i stedet for en passiv anbringelse på institution eller plejehjem.